# Sanfte Geburt
Als sanfte Geburt wird eine Geburt verstanden, bei der die äußeren Bedingungen sowohl für die Gebärende als auch für das Kind möglichst wenig traumatisierend sind. Dazu gehören z. B. eine Geburt ohne technische Hilfsmittel, die Hausgeburt, die Wassergeburt, die Nutzung des Gebärstuhls sowie eine entsprechende Geburtsvorbereitung mit Hilfe von Entspannungstechniken oder mentalem Training.

## Geschichte
Im 20. Jahrhundert nahm der Anteil der Klinikgeburten laufend zu, von 3 % (1910) auf rund 99 % in den 80er Jahren. Durch neue diagnostische Verfahren und medizinische Interventionen wurden die Risiken der Geburt vermindert und die physische und psychische Sicherheit von Mutter und Kind sichergestellt. Im Zuge der Medikalisierung gab es immer mehr den Trend, den Fötus als Patient anzusehen und das Konzept der „programmierten Geburt“ zu entwickeln: Wenn die Wehen am errechneten Geburtstermin nicht eingetreten sind, wurden in vielen Kliniken wehenfördernde Mittel gegeben und die Geburt eingeleitet. Eine „schmerzfreie Geburt“ mittels Periduralanästhesie galt als Risiken vermindernd und wurde immer häufiger angewandt.
Seit Ende der 60er Jahre wurden diese als entwürdigend und traumatisch für die Frau beschriebenen geburtshilflichen Praktiken in der damaligen Bundesrepublik Deutschland breit öffentlich diskutiert. Kritisiert wurde insbesondere von der Frauengesundheitsbewegung sowie von feministischen Ansätzen in den Geschichts- und Sozialwissenschaften, dass Mutter und Kind zu Objekten degradiert und die Geburt pathologisiert, „entnatürlicht“ würde. Neue Ansprüche an eine natürliche, individuelle und „gewaltfreie“ Geburt entstanden; sie konkurrierten mit den bisher im Zentrum stehenden Anspruch auf Sicherheit von Mutter und Kind. Ärzte wie Grantly Dick-Read, Frédérick Leboyer und Michel Odent gelten als Wegbereiter dieses „ideologischen Stimmungswandels“. Sie betonten die emotionalen und beziehungsorientierten Aspekte von Schwangerschaft und Geburt und kritisierten die wenig menschlichen, angst- und stressfördernden Bedingungen der Klinikgeburt. Das medizinisch und technisch Machbare rückte in den Hintergrund. Neben den geburtshilflichen Praktiken wurde dabei auch der Geburtsort sowie die Hoheit der Ärzte kritisiert. Ansprüche an eine „familienorientierte“ und „sanfte“ Geburt führten zur Entstehung von Geburtshäusern. Im zweiten europäischen Geburtshaus, 1987 in Berlin eröffnet, sind ausschließlich Hebammen tätig. Als zentrale Forderung gilt hier „das Recht von Frauen auf eine Geburtshilfe, die ihre Selbstbestimmung, ihre Kompetenz und ihre Würde sowie die Würde des Neugeborenen achtet“. Auch in den Entbindungsstationen wird heute zunehmend auf die Atmosphäre der Geburtsräume geachtet. Während bei der schulmedizinischen Geburt die Ärzte als „Macher“ der Geburt angesehen wurden, gestalten in der alternativen Geburtshilfe die gebärenden Frauen das Geburtsgeschehen.

## Sanfte Geburt heute
In der Moderne wird die sanfte Geburt auf Grund des Hebammen-Mangels mitunter zusätzlich von einer Doula begleitet. Die rechtlichen Möglichkeiten sind jedoch in den Ländern der europäischen Union stark unterschiedlich geregelt (So erlauben Spanien und Polen nur eine Begleitperson während der Geburt). Basierend auf den therapeutischen Strategien von Milton Erickson sowie den Erkenntnissen von Richard Bandler und John Grinder erfreuen sich in den letzten Jahren Konzepte zur mentalen Geburtsvorbereitung wie Hypnobirthing, Positive Birth oder auch Birth Matters von Ina May Gaskin steigender Beliebtheit bei Frauen, die eine selbstbestimmte Geburt anstreben. Um eine interventionsfreie Geburt zu erleben, ist es neben der Selbsthypnose heutzutage möglich, Geburtsbecken zu kaufen oder zu mieten und Kurse zur Vorbereitung zu belegen. Frauen, die eine sanfte Geburt anstreben, müssen in den meisten europäischen Ländern wie Deutschland, Österreich und Italien aktuell noch mit finanzieller Selbstbeteiligung rechnen. Die gesetzlichen Kassen decken weder die Aufwandsgebühr noch den Leistungsumfang der Hebammen oder Doulas vollständig ab. In der Schweiz werden die Kosten für die Geburt im Spital, im Geburtshaus und zu Hause gleichermaßen von der Grundversicherung gedeckt.